# 殉夫
殉夫是人殉的一类，妻子在丈夫或未婚夫身亡后依照社会风俗，出于自愿或被迫殉葬。在中国、印度等地有长期历史，获得政府支持，至20世纪方才被普遍禁止。印度的寡妇殡夫风俗称娑提。中国或称殉节、殉烈:43，殉夫女性即是烈女。
中国自秦汉以来，社会奉行儒家思想。活人殉葬习俗式微，虽偶有发生，但不再是制度。宋以后，随着程朱理学发展，片面鼓励女性守贞成为社会共识。元朝至民国北洋时期，历代政府均推行貞節旌表，表扬守节、殉夫女性:71。不同政府的规定亦有变化。清朝初期，政府沿袭明朝表彰节烈的政策，尤尚孝节。雍正六年（1728年）三月壬子，雍正帝发布谕令颁行全国，“夫亡之后，妇职之当尽者更多，上有翁姑，则当代为奉养。他如修治苹繁，经理家业，其事难以悉数，安得以死毕其责乎？[……]尚训谕之后，仍有不爱躯命，蹈于危亡者，朕亦不概加旌表，以成激烈轻生之习也。”当代研究者认为，此份谕令部分扭转了平时殉夫的风气，但未抑制殉烈的风气。此后，清政府对殉夫妇女仍有表彰，如乾隆五年（1740年）九月，礼部议表彰随坐罪之夫遣往广西、夫死殉烈的张氏，得到乾隆帝的批准:44。
当代研究者对《明史·烈女传》的研究，认为相比日常殉夫，明朝社会更为推崇女性在社会动乱之际死节殉难。女性死节殉难的真正原因在于“以身死的清白免去道德名誉上的蒙羞受辱，这种名誉的荣辱从根本上说是发球丈夫的家庭的，妇女不过是个被牺牲的角色。——无论她是妻子，母亲和未嫁女”:43。

## 參看
- 娑提 (習俗)